# سفيند إريك كريستنسن (لاعب كرة قدم)
سفيند إريك كريستنسن (بالدنماركية: Svend Erik Christensen)‏ هو لاعب كرة قدم وحكم كرة قدم دنماركي، ولد في 17 مارس 1949. شارك مع منتخب الدنمارك لكرة القدم. أما مع النوادي، فقد لعب مع نادي نايستفيد.

## وصلات خارجية
- سفيند إريك كريستنسن (لاعب كرة قدم) على موقع قاعدة بيانات كرة القدم.إي يو (الإنجليزية)
- سفيند إريك كريستنسن (لاعب كرة قدم) على موقع ناشيونال فوتبول تيمز (الإنجليزية)